# Cryptantha leucophaea
Cryptantha leucophaea là loài thực vật có hoa trong họ Mồ hôi. Loài này được (Douglas ex Lehm.) Payson mô tả khoa học đầu tiên năm 1927.